# Katharina Volk
Katharina Volk (* 22. August 1969 in München) ist eine deutsche Klassische Philologin (Latinistin).

## Leben
Katharina Volk ist die Tochter des Kunsthistorikers Peter Volk (1937–2016) und der Kunsthistorikerin Brigitte Volk-Knüttel. Nach dem Studium der Klassischen Philologie an der Universität München, das sie 1994 mit dem Magister Artium abschloss, ging Volk zum Promotionsstudium an die Princeton University, an der sie 1999 promoviert wurde. Seit 2002 lehrt sie als Associate Professor an der Columbia University in New York.
Von 2010 bis 2013 fungierte Volk als Herausgeberin der Fachzeitschrift Transactions of the American Philological Association (seit 2014 TAPA).
Seit Mai 2013 ist sie mit James E. G. Zetzel verheiratet, der ebenfalls an der Columbia University lehrt.

## Forschungsschwerpunkte
Volk arbeitet vor allem zur lateinischen Dichtung der späten Republik und der frühen Kaiserzeit (Lukrez, Vergil, Ovid, Manilius, Seneca), aber auch zur archaischen und hellenistischen Literatur der Griechen, zur antiken Wissenschaftsgeschichte (insbesondere zur häufig poetisch dargestellten antiken Astronomie und Astrologie), zur antiken Poetik und zur Ideengeschichte.

## Schriften
- The Poetics of Latin Didactic: Lucretius, Vergil, Ovid, Manilius. Oxford University Press, Oxford 2002.
- als Herausgeberin mit Gareth D. Williams: Seeing Seneca Whole: Perspectives on Philosophy, Poetry and Politics. Brill, Leiden 2006.
- als Herausgeberin: Oxford Readings in Classical Studies: Vergil's Eclogues. Oxford University Press, Oxford 2008.
- als Herausgeberin: Oxford Readings in Classical Studies: Vergil's Georgics. Oxford University Press, Oxford 2008.
- Manilius and his Intellectual Background. Oxford University Press, Oxford 2009.
- als Herausgeberin mit J. Mira Seo und Rolando Ferri: Callida Musa: Papers on Latin Literature in Honor of R. Elaine Fantham. Serra, Pisa 2009.
- als Herausgeberin mit Steven J. Green: Forgotten Stars: Rediscovering Manilius' Astronomica. Oxford University Press, Oxford 2011.
- Ovid. Wiley-Blackwell, Malden 2010 (deutsche Übersetzung: Ovid. Dichter des Exils. Wissenschaftliche Buchgesellschaft, Darmstadt 2012).
- als Herausgeberin mit Gareth D. Williams: Roman Reflections: Studies in Latin Philosophy. Oxford University Press, New York 2016.
- The Roman Republic of Letter: Scholarship, Philosophy, and Politics in the Age of Cicero and Caesar. Princeton University Press, Princeton 2021.
- als Herausgeberin mit Gareth D. Williams: Philosophy in Ovid, Ovid as Philosopher. Oxford University Press, New York 2022.